# Saleh (Einheit)
Saleh war ein Volumenmaß für Flüssigkeiten in Burma, dem heutigen Myanmar.

## Umrechnung
- 1 Saleh = 0,46875 Liter
  - 1 Lamiet = 0,117187 Liter

Die Maßkette war:
- 1 Ten/Teng/Tendang = 2 Cueh = 4 Sait/Sehk/Seht = 8 Sarot/Sah = 16 Pyi/Peih = 64 Saleh = 128 Lameh = 256 Lamiet = 30 Liter
  - 100 Teng = 1 Coian = 3000 Liter